# Liste der denkmalgeschützten Objekte in Gaspoltshofen
Die Liste der denkmalgeschützten Objekte in Gaspoltshofen enthält die 6 denkmalgeschützten, unbeweglichen Objekte der Gemeinde Gaspoltshofen in Oberösterreich (Bezirk Grieskirchen).

## Denkmäler
| Foto |                 | Denkmal                                                            | Standort                                       | Beschreibung | Metadaten |
| ---- | --------------- | ------------------------------------------------------------------ | ---------------------------------------------- | --- | --- |
| ja   | Datei hochladen | Kath. Filialkirche hl. Jakob HERIS-ID: 52643 Objekt-ID: 59995      | bei Unteraffnang 14 Standort KG: Aflang        | Die Kirche ist dem Heiligen Jakob dem Älteren geweiht, dem Schutzpatron der Kreuzfahrer. Für eine Vergrößerung des Presbyteriums im 15. Jahrhundert sind noch urkundliche Aufzeichnungen erhalten. Aus dieser Zeit stammen auch die Portalgewände aus Sandstein an der Westseite und gotische Skulpturen aus dem Vorgängerbau. Die Kirche steht auf der Lagestelle der abgekommenen Burg Affnang. | BDA-Hist.: Q38053109 Status: § 2a Stand der BDA-Liste: 2025-06-30 Name: Kath. Filialkirche hl. Jakob GstNr.: .19 Filialkirche hl. Jakob, Affnang       |
| ja   | Datei hochladen | Kath. Pfarrkirche hl. Koloman HERIS-ID: 52005 Objekt-ID: 57903     | Altenhof 18, in der Nähe Standort KG: Altenhof | Eine barockisierte Landkirche mit einschiffigem Langhaus und zweijochigem Chor. Nach einem Brand 1728 wurde die Kirche von Pfarrer Sepp von Seppenburg aus Gaspoltshofen wieder aufgebaut und im 20. Jahrhundert mehrfach renoviert. | BDA-Hist.: Q25935058 Status: § 2a Stand der BDA-Liste: 2025-06-30 Name: Kath. Pfarrkirche hl. Koloman GstNr.: .5/1 Pfarrkirche Altenhof am Hausruck    |
| ja   | Datei hochladen | Kath. Pfarrkirche hl. Laurentius HERIS-ID: 52127 Objekt-ID: 58367  | bei Hauptstraße 14 Standort KG: Gaspoltshofen  | Die Pfarrkirche ist auch bekannt unter dem Namen „Dom vom Landl“. Sie besitzt einen 42 m hohen Turm, der von einer Kuppel gekrönt wird. Die Kirche wurde in der heutigen Gestalt 1732 bis 1735 unter Pfarrer Sepp von Seppenburg mit der Barockbaumeister Jakob Pawanger errichtet. 1790 wurde das Presbyterium verlängert. Im Inneren tragen Doppelpilaster das Gewölbe. Erwähnenswert ist die „Schiffskanzel“, eine Rokoko-Kanzel in Form des Schiffes Petri und das Hochaltarbild von Frans de Neve, welches um 1689 entstanden ist. | BDA-Hist.: Q23541784 Status: § 2a Stand der BDA-Liste: 2025-06-30 Name: Kath. Pfarrkirche hl. Laurentius GstNr.: .78 Pfarrkirche Gaspoltshofen         |
| ja   | Datei hochladen | Friedhof mit Nischenarkaden HERIS-ID: 78109 Objekt-ID: 91753       | bei Hauptstraße 14 Standort KG: Gaspoltshofen  | | BDA-Hist.: Q38151396 Status: § 2a Stand der BDA-Liste: 2025-06-30 Name: Friedhof mit Nischenarkaden GstNr.: 11, .79/2                                  |
| ja   | Datei hochladen | Kaplanstöckl HERIS-ID: 78110 Objekt-ID: 91754                      | Hauptstraße 14 Standort KG: Gaspoltshofen      | | BDA-Hist.: Q38151407 Status: § 2a Stand der BDA-Liste: 2025-06-30 Name: Kaplanstöckl GstNr.: .79/1 Kaplanstöckl Gaspoltshofen                          |
| ja   | Datei hochladen | Kath. Filialkirche hl. Margaretha HERIS-ID: 52193 Objekt-ID: 58622 | bei Höft 2 Standort KG: Höft                   | Die erste urkundliche Erwähnung fand 1565 statt. Um 1684 wurde die Kirche barockisiert. Der frühbarocke Hochaltar von 1643 mit dem Altarbild der hl. Margarethe stammt aus der Pfarrkirche Aistersheim. An der Stelle der Kirche stand früher die Burg Höft. | BDA-Hist.: Q38049769 Status: § 2a Stand der BDA-Liste: 2025-06-30 Name: Kath. Filialkirche hl. Margaretha GstNr.: .3 Filialkirche hl. Margaretha, Höft |